# Die guten Weiber

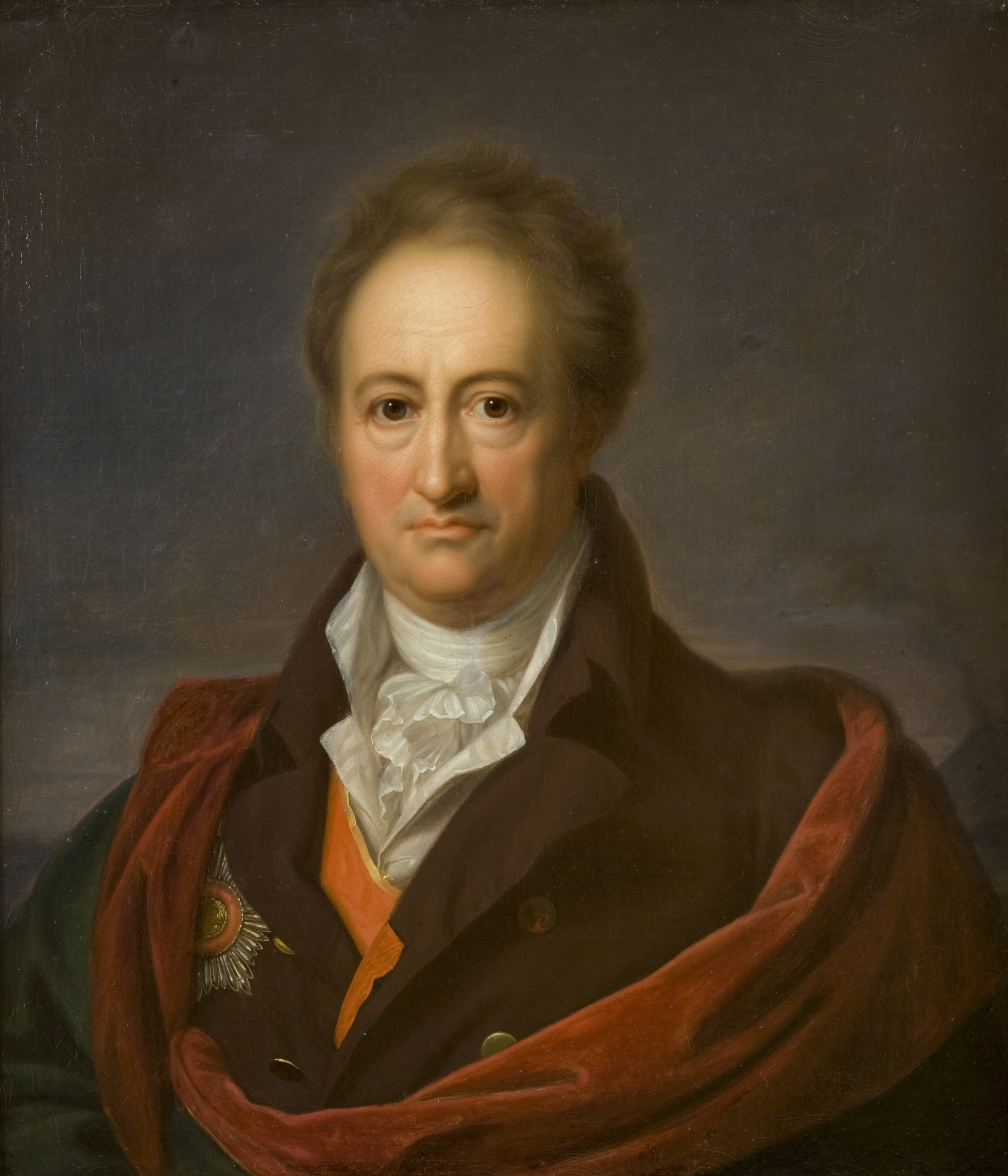
Goethe

Die guten Weiber ist ein Prosadialog, den Johann Wolfgang von Goethe vom 22. bis 27. Juni 1800 für Cotta schrieb. Der kleine Text erschien im Taschenbuch für Damen auf das Jahr 1801 unter dem Titel „Die guten Frauen als Gegenbilder der bösen Weiber, auf den Kupfern des dießjährigen Damenalmanachs“.

## Hintergrund
Goethe sollte für Cottas Kalender etwas zu den Lastern der Frauen schreiben, wie sie Franz Ludwig Catel auf zwölf Kupferstichen karikiert hatte. Cotta schwebte eine „Erklärung“ vor. Zwar war diese von Goethe nicht zu haben, doch der Auftragnehmer zog sich mit einem fiktiven Protokoll nicht ganz ernst zu nehmender Gespräche aus der Affäre, die „meist gebildete, wenigstens mäßige und leidliche“ Damen und Herren eines „Sommerklubs“ angesichts der zwölf Stiche geführt haben.

## Inhalt
In jenem Klub stehen den Damen Amalie und Eulalie die Herren Sinklair, Arbon, Armidoro und Seyton gegenüber.
Sinklair, das ist ein Freund des Herausgebers des Damenkalenders, stachelt die restlichen Herrschaften an. Goethe verschweigt den Namen Cotta. Jedenfalls zieht Sinklair die „Abbildungen böser Weiber“ aus der Tasche und entfacht eine Diskussion über Gott und die Welt. Als es schließlich um das erwünschte Schriftstück geht – gemeint ist die Erklärung zu den „Fratzenbildern“ – verweigern die im Klub präsenten, einigermaßen schriftstellerisch begabten Damen das Redigieren der Aufzeichnungen, die einer der Herren in einem Nebengelass des Klubs während der Gespräche in aller Heimlichkeit zusammengeschustert hat. So obliegt den Herren die Herausgabe des Papiers.
In dem „Streit für und gegen Karikatur“ meint Sinklair: „Ein Zerrbild ohne Inschriften, ohne Erklärung ist gewissermaßen stumm; es wird erst etwas durch die Sprache.“ Der „denkende Künstler“ Arbon muss ihm Recht geben: „… jedes witzige Werk wird … nicht von allen verstanden …“
Amalie kann nur den schönen Kopf schütteln: „Ein Dutzend … häßliche, hassenswerte Weiber!“ Der Herausgeber des Damenkalenders werde sich ruinieren. Welcher Gatte wird der Frau so etwas schenken?
Armidoro hat eine Idee. Im Begleittext zu den Stichen sollten Gegenbilder erstellt werden: „… die Schilderung guter Frauen!“
Eulalie präzisiert, was zur guten Frau zu sagen ist, muss aus dem Munde des enthusiastischen Mannes kommen. Als es darum geht, dass Frauen gerne herrschen, stellt Eulalie klar, das sei doch ganz natürlich, denn: „… was heißt Herrschen anders … als auf seine eigene Weise ungehindert tätig zu sein … und was man erringt, behauptet man hartnäckiger als das, was man ererbt hat.“ Seyton pflichtet ihr bei. Der Vorreiter Goethe nimmt Seyton als Sprachrohr für sein Postulat zur Gleichberechtigung der Frau.

## Zitat
- Sinklair: „Aus dem Häßlichen läßt sich viel machen, aus dem Schönen nichts.“[11]

## Rezeption
- Momme Mommsen: Der ‚Schalk‘ in den „Guten Weibern“ und im „Faust“. Jahrbuch der Goethe-Gesellschaft, Bd. 14/15, S. 171–202. Weimar 1953
- Helmut Praschek: Frantz Ludwig Catel – nicht Johann Heinrich Ramberg. Neue Quellen zur Entstehung der Kupfer zu Goethes Erzählung „Die guten Weiber“. Jahrbuch der Goethe-Gesellschaft, Bd. 30, S. 313–318. 4 Illustrationen. Weimar 1968
- Klaus-Peter Hinze: Goethes Dialogerzählung „Die guten Weiber“. Ein mißlungenes Erzählexperiment. Zeitschrift Neophilologus, Bd. 56, Nr. 1, S. 67–71, Groningen 1972

neuere Äußerungen:
- Nach Wilpert[12] beachte die Literaturwissenschaft hauptsächlich bedeutsame Werke – also dieses weniger. Wilpert[13] erwähnt B. Seuffert (1894).
- Der naturwissenschaftlich interessierte Goethe habe Polaritäten in dieser Welt betrachtet, zum Beispiel die von gut und böse.[14]
- Boyle[15] wirft Goethe in dem Text, der doch lediglich die Interdependenz von Hässlichkeit und Schönheit behandele, inhomogene Themenvielfalt vor. Zudem habe Goethe, anstatt den Auftrag Cottas zu erledigen, einen Text über sein Unvermögen zur Auftragserledigung verfasst.[16]